# Tell Me the Worst
Tell Me the Worst – popowa kompozycja autorstwa Willa Younga i Ega White’a zrealizowana na czwarty album studyjny Younga pt. Let It Go (2008). Lipcem 2009 r. utwór wydano jako czwarty i finalny singel promujący ową płytę.

## Listy utworów i formaty singla
Digital download
1. „Tell Me The Worst (Album Version)”

Club Promo
1. „Tell Me The Worst (Fred Falke Remix)”
2. „Tell Me The Worst (Fred Falke Club Mix)”
3. „Tell Me The Worst (Fred Falke Dub Version)”